# Масик, Альфред
Альфред Александер Масик (эст. Alfred Alexander Maasik; 26 января 1897, Ревель — 6 июля 1990, Сент-Питерсберг, Флорида) — эстонский легкоатлет, выступавший в беге на длинные дистанции, марафонском беге, кроссе и спортивной ходьбе. Участник летних Олимпийских игр 1932 года.

## Биография
Альфред Масик родился 26 января 1897 года в российском городе Ревель (сейчас Таллин в Эстонии).
Начал заниматься спортом в 15-летнем возрасте. Был организатором футбольной команды Ревельской судоверфи Беккера.
С 1922 года стал выступать на соревнованиях по лёгкой атлетике. В 1926 году стал бронзовым призёром чемпионата Эстонии в беге на 8 км.
В 1926 году перебрался в США, где работал корреспондентом газеты «Ээсти Спордилехе» (Eesti Spordilehe) и секретарём Эстонского спортивного клуба.
В 1928 году вернулся в Эстонию. Был рекордсменом страны в беге на 10 000 метров — 33 минуты 35,6 секунды. В 1929 году завоевал серебро чемпионата Эстонии в беге по пересечённой местности на 8 км.
После этого снова отправился в США. Здесь в 1930 году занял 2-е место в Нью-Йоркском марафоне с результатом 2 часа 40 минут 1 секунды.
В 1932 году вошёл в состав сборной Эстонии на летних Олимпийских играх в Лос-Анджелесе. В ходьбе на 50 км занял последнее, 10-е место при пяти сошедших с дистанции, показав результат 6 часов 19 минут и уступив 1 час 28 минут 50 секунд завоевавшему золото Томми Грину из Великобритании. Также был заявлен в марафонском беге, но не вышел на старт.
В 1934 году выиграл чемпионат Эстонии в марафонском беге.
В 1935 году окончательно эмигрировал в США. В течение 15 лет жил в Нью-Йорке, впоследствии поселился в Лос-Анджелесе.
В 1984 году входил в оргкомитет летних Олимпийских игр в Лос-Анджелесе. Был среди почётных покровителей многих спортивных событий, в том числе Эстонских спортивных игр в Лейквуде и Дней Эстонии в США.
Умер 6 июля 1990 года в американском городе Сент-Питерсберг в штате Флорида.

## Личный рекорд
- Ходьба на 50 км — 6:19.00 (3 августа 1932, Лос-Анджелес)[5]